# Bapompa
Village Bapoumpa (ou Bapoumpa) est un village du Cameroun, appartenant à la commune de Bangangté, dans le département du Ndé et la Région de l'Ouest.

## Population
Selon le recensement de 2005, la population de Bapompa est de 230 personnes.